# Marcellus Jones
Marcellus Ephraim Jones, né le 5 juin 1830 et décédé le 9 octobre 1900, est généralement considéré comme le soldat qui a tiré le premier coup de feu de la bataille de Gettysburg en 1863. Il est inhumé au cimetière de Wheaton, dans l'Illinois.

## Premières années
Jones est né à Poultney, dans le comté de Rutland, dans le Vermont. Il est un fils d'Éphraïm et de Sophia Page qui ont eu sept enfants. En 1858, Jones déménage dans le comté de DuPage, dans l'Illinois. Il vit à Danby (maintenant Glen Ellyn), jusqu'à ce que la guerre de Sécession débute et qu'Abraham Lincoln lance un appel aux volontaires. Il se marie une première fois avec Sarah Reece qui décède peu de temps après avoir mis au monde un fils qui ne survit pas. Il épouse, le 1er septembre 1864, Naomi E. Mecham.

## Guerre de Sécession
Jones s'enrôle dans la Compagnie E du 8e régiment de cavalerie de volontaires de l'Illinois le 5 août 1861. Il devient second lieutenant le 5 décembre 1862, premier lieutenant le 4 juillet 1864 et capitaine le 10 octobre 1864. Les trois promotions sont signées par le gouverneur de l'Illinois Richard Yates.
Le 1er juillet 1863 à Gettysburg, Jones commande un des postes de sentinelle du régiment sur le Chambersburg Pike, la route que l'armée de Lee utilise pour se rendre de Cashtown à Gettysburg. À 7 heures 30, Jones remarque un nuage de poussière sur la route de l'ouest, indiquant que les Confédérés se rapprochent. À ce moment-là, Jones emprunte la carabine du caporal Levi S. Shafer, vise avec l'aide d'un rail de clôture, et tire sur « un officier sur un cheval blanc ou gris clair ». Cela a été le premier d'environ un million de coups de feu tirés à Gettysburg au cours des trois jours suivants.

## Mémorial
En 1886, un monument est installé - par Jones lui-même et par Levi Shafer - à l'endroit où Jones a tiré le premier coup de la bataille, et Jones est présent le jour de son inauguration. Ce monument est placé sur le côté nord de la route US 30 (Richmond Pike) à l'intersection de la route Knoxlyn.

## Source
- (en) Cet article est partiellement ou en totalité issu de l’article de Wikipédia en anglais intitulé « Marcellus Jones » (voir la liste des auteurs).